# Suldalslågen
Der Suldalslågen (auch Lågen) ist ein Fluss in der Kommune Suldal in der Fylke Rogaland im Südwesten Norwegens.
Der Fluss entwässert den See Suldalsvatnet zum Sandsfjord.
Dabei legt er eine Strecke von 22 km zurück.
Seine Mündung liegt bei dem Ort Sand. 
Das natürliche Einzugsgebiet des Suldalslågen umfasst 1463 km².
Seit den 1960er Jahren wird der Abfluss des Suldalslågen zu Zwecken der Energiegewinnung reguliert.
Ein Großteil des Wassers fließt nun direkt vom Suldalsvatnet zum Hylen kraftverk, das am Hylsfjord liegt.
Trotzdem gilt der Suldalslågen als ein gutes Lachsgewässer, insbesondere unterhalb von Sandsfossen.